# Thalamoporella arabiensis
Thalamoporella arabiensis är en mossdjursart som beskrevs av Amui och Kaselowsky 2006. Thalamoporella arabiensis ingår i släktet Thalamoporella och familjen Thalamoporellidae. Inga underarter finns listade i Catalogue of Life.